# Prodoxus intricatus
Prodoxus intricatus is een vlinder uit de familie van de yuccamotten (Prodoxidae). De wetenschappelijke naam van de soort is voor het eerst geldig gepubliceerd in 1893 door Riley.